# Comté de Dukes
Pour les articles homonymes, voir Dukes.
Le comté de Dukes est un comté de l'État de Massachusetts aux États-Unis, constitué essentiellement de l'île de Martha's Vineyard et des Elizabeth Islands. 
Au recensement de 2000, il comptait 14 987 habitants. Son siège est Edgartown.